# Принцип эквивалентности сил гравитации и инерции
Принцип эквивалентности сил гравитации и инерции — эвристический принцип, использованный Альбертом Эйнштейном при выводе общей теории относительности. Его краткая формулировка: гравитационная и инертная массы любого тела равны. Строже, экспериментально доказана пропорциональность масс двух типов, благодаря которой их стало возможным сделать в теории равными путём подбора гравитационной постоянной {\displaystyle G}.
Все физические явления в гравитационном поле происходят совершенно так же, как и в соответствующем поле сил инерции, если напряжённости обоих полей в соответствующих точках пространства совпадают, а начальные условия одинаковы для всех тел замкнутой системы.
С точки зрения квантовой теории поля, принцип эквивалентности является следствием требования лоренц-инвариантности для теории взаимодействия безмассовых частиц со спином {\displaystyle 2}, так как требование лоренц-инвариантности приводит к калибровочной инвариантности теории, а принцип общей ковариантности, являющийся обобщением принципа калибровочной инвариантности, есть математическое выражение принципа эквивалентности.

## Формулировка Эйнштейна
Исторически, принцип эквивалентности был сформулирован Эйнштейном так:

Закон равенства инертной и тяжёлой масс можно сформулировать очень наглядно следующим образом: в однородном гравитационном поле все движения происходят точно так же, как в равномерно ускоренной системе координат в отсутствии поля тяготения. Если бы этот закон выполнялся для любых явлений («принцип эквивалентности»), то это указывало бы на то, что принцип относительности должен быть распространён на неравномерно движущиеся системы координат, если стремиться к естественной теории гравитационного поля.— Альберт Эйнштейн
Формулировка принципа эквивалентности:

A little reflection will show that the law of the equality of the inertial and gravitational mass is equivalent to the assertion that the acceleration imparted to a body by a gravitational field is independent of the nature of the body. For Newton's equation of motion in a gravitational field, written out in full, it is:
(Inertial mass) ⋅ (Acceleration) = (Intensity of the gravitational field) ⋅ (Gravitational mass).
It is only when there is numerical equality between the inertial and gravitational mass that the acceleration is independent of the nature of the body.— Albert Einstein, 

## Иллюстрация: лифт Эйнштейна
Для иллюстрации этого принципа Эйнштейн предложил следующий мысленный эксперимент. Пусть тела находятся в лифте небольших размеров, который бесконечно удалён от гравитирующих тел и двигается с ускорением. Тогда на все тела, находящиеся в лифте, действует сила инерции {\displaystyle {\vec {F}}_{\text{in}}=-m{\vec {a}}_{0}}, а тела под действием этих сил будут давить на опору или подвес. То есть тела будут обладать весом.
Если лифт не движется, а висит над какой-то гравитирующей массой в однородном поле, то все тела также будут обладать весом. Находясь в лифте, невозможно отличить эти две силы. Поэтому все механические явления будут в обоих лифтах происходить одинаково.
Эйнштейн обобщил это положение на все физические явления. Например, отклонение луча света в гравитационном поле происходит в точности так же, как в ускоренно движущемся лифте.

## Замечания, пояснения
- Следует различать «слабый принцип эквивалентности» и «сильный принцип эквивалентности»[13]. Сильный принцип эквивалентности можно сформулировать так: в каждой точке пространства-времени в произвольном гравитационном поле можно выбрать «локально-инерциальную систему координат», такую, что в достаточно малой окрестности рассматриваемой точки законы природы будут иметь такую же форму, как и в не ускоренных декартовых системах координат СТО, где под «законами природы» подразумевают все законы природы[14].
Слабый принцип отличается тем, что слова «законы природы» заменяются в нём словами «законы движения свободно падающих частиц»[13]. Слабый принцип — это не что иное, как другая формулировка наблюдаемого равенства гравитационной и инертной масс, в то время как сильный принцип представляет собой обобщение наблюдений за влиянием гравитации на любые физические объекты.
- Часто считают, что принцип эквивалентности является основным принципом общей теории относительности и вообще многих релятивистских теорий гравитации, так как якобы в соответствии с принципом эквивалентности гравитационное поле можно рассматривать как неинерциальную систему отсчёта. Это верно лишь с оговорками. Любая неинерциальная система отсчёта в специальной теории относительности всё равно имеет в основе плоское, неискривлённое пространство-время. В метрических же теориях гравитации, к которым принадлежит и общая теория относительности, пространство-время искривлено. Неполнота соответствия выявляется тем фактом, что глобальных инерциальных систем отсчёта в метрических теориях просто нет, там все системы — неинерциальные. Даже переход в локально-инерциальную систему отсчёта не удаляет гравитационных эффектов, связанных с кривизной пространства-времени (например, девиацию геодезических или приливные силы). Только если выбирать размеры изучаемой системы намного меньше характерной кривизны, то приблизительно физическими проявлениями искривления можно пренебречь и получить «принцип эквивалентности». В точной же формулировке законов природы кривизна пространства-времени всё равно появляется в некоторых местах, что отличает их от соответствующих законов в специальной теории относительности[15][16].
- С точки зрения математики во всех метрических теориях гравитации принцип эквивалентности с точностью до оговорок предыдущего пункта тривиально следует из того факта, что в окрестности любого события пространства-времени возможно ввести локально геодезическую систему координат или риманову систему координат[17], в которых в заданной точке символы Кристоффеля исчезают, то есть равны 0. В физике предпочитают говорить об этом как о существовании локально инерциальных систем отсчёта.

## Экспериментальная проверка
Измерения ускорений падения атомов различных элементов атомным интерферометром показали, что принцип эквивалентности выполняется с точностью {\displaystyle {10}^{-7}}.
Сильная форма принципа эквивалентности была проверена для масс Земли и Луны путём высокоточной лазерной дальнометрии уголковых отражателей, установленных на Луне, с точностью до {\displaystyle (-0,8\pm 1,3)\cdot 10^{-13}}.
Наземные эксперименты по проверке слабой формы принципа эквивалентности по измерению ускорений различных тел дают относительную точность {\displaystyle (1,0\pm 1,4)\cdot 10^{-13}}.
Слабый принцип эквивалентности (равенство инертной и тяжёлой масс) в 2017 году на спутнике MICROSCOPE был экспериментально проверен с точностью {\displaystyle 10^{-14}}, а в 2022 году - с точностью {\displaystyle (-1,5\pm 2,3(stat.)\pm 1,5(sys.))\cdot 10^{-15}}, что повысило точность в 4,6 раза.